# Zhou Daguan

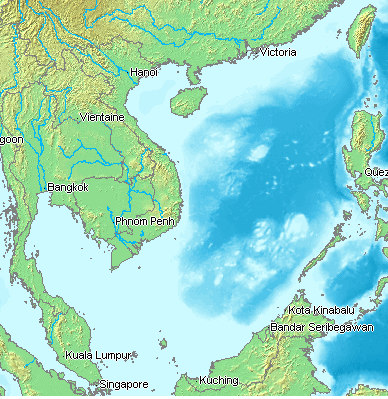
Zhous Schiff setzte Segel in Wenzhou (knapp über dem Bildrand) und fuhr südwestlich nach Champa (rechts des Schriftzugs „Phnom Penh“), weiter nach Zhenpu (einer Ortschaft, die sich etwa mittig unter dem Schriftzug „Phnom Penh“ befunden haben muss) und in das Mekong-Delta hinein.

Zhou Daguan (auch Chou Ta-kuan; chinesisch 周達觀, Pinyin Zhōu Dáguān) lebte während der Yuan-Dynastie in Südostchina und war Mitglied einer kaiserlichen Delegation, die 1296–1297 die damalige Hauptstadt der Khmer, Yasodharapura, besuchte, die in der Region Angkor liegt. Die anhaltende Bedeutung Zhous beruht auf seinem Bericht über diese Reise, der den Titel Zhenla fengtu ji (真臘風土記) trägt, zu deutsch „Bericht von Kambodscha“.

## Leben
Zhous Lebensdaten lassen sich aus drei Dokumenten ableiten:
1. seinem bedeutenden Reisebericht Zhengla fengtu ji, in dem er seine Reise nach Kambodscha auf umgerechnet 1296–1297 datierte,
2. einer Erwähnung dieses Reiseberichts in Wu Qiuyans Werk Zhu su shan fang ji von 1312 und
3. einem Vorwort, das Zhou 1346 für Lin Kuns Werk Cheng zhai za si schrieb.[1]

Vermutlich war Zhuo also in seinen Zwanzigern, als er nach Kambodscha fuhr; er veröffentlichte seinen Reisebericht innerhalb von 15 Jahren nach Rückkunft und lebte vielleicht bis in seine Achtziger, was im damaligen China durchaus nicht unüblich war. Seine genauen Lebensdaten sind allerdings nicht bekannt.
Wenn es heißt, Zhou stamme aus Yongjia, dann ist damit nicht etwa (im heutigen Sinn) ein Kreis der bedeutenden Hafenstadt Wenzhou gemeint, sondern (wie früher üblich) die Stadt insgesamt. Zhou Daguans Herkunft aus Wenzhou ist ein wichtiger Anhaltspunkt im Bemühen, seine Persönlichkeit und seine Weltsicht einzuordnen. Die mittlerweile auf eine fünftausendjährige Geschichte zurückblickende Hafenstadt, an der südostchinesischen Küste etwa auf halbem Weg zwischen Hongkong und Shanghai gelegen, ist bis zum heutigen Tag ein dynamisches Handelszentrum. Auch während der mongolisch geprägten Yuan-Dynastie (1279–1368) war Wenzhou ein Ort des Innen- und Außenhandels, des Handwerks und der Künste, beeinflusst von vielerlei Weltanschauungen (Buddhismus, Daoismus und Konfuzianismus, aber auch Islam und Christentum). Zhou selbst war wohl vor allem buddhistisch geprägt, jedenfalls spricht er in seinem Werk mit großem Respekt vom Buddhismus.

## Werk

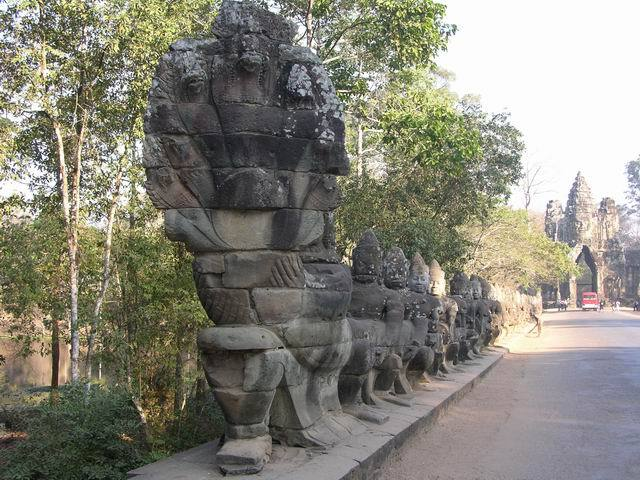
Aus Abschnitt 1: „Die Brüstungen der Brücken sind aus Stein gefertigt und in Schlangenform gehauen, jede Schlange mit neun Köpfen. Die vierundfünfzig Gottheiten halten die Schlange mit den Händen und blicken, als wollten sie ihr Entkommen verhindern.“ In Wirklichkeit sind die Schlangen vor Angkor Thom siebenköpfig.

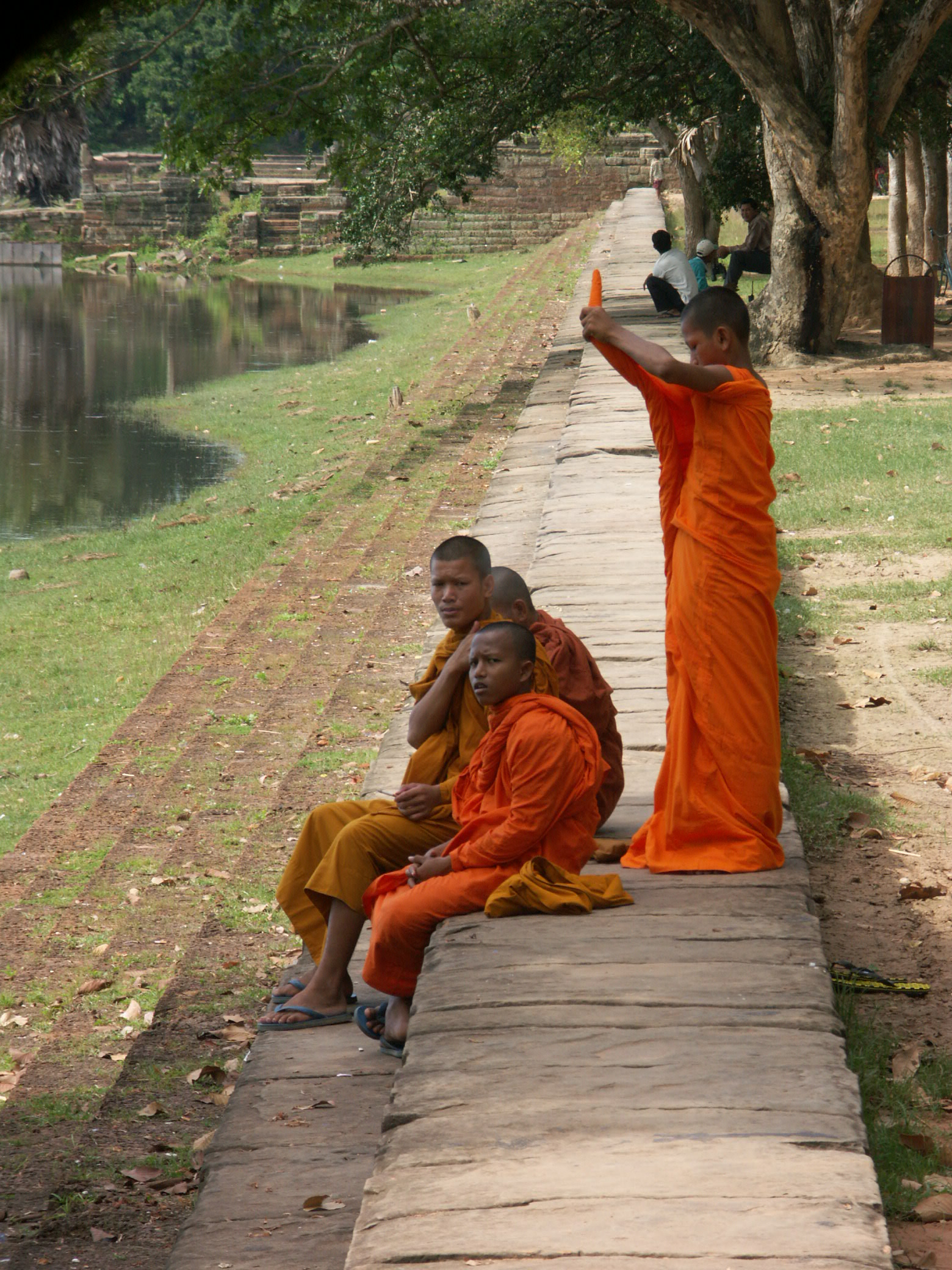
Aus Abschnitt 5 : „Zhugu (buddhistische Mönche, hier am Srah Srang) rasieren ihre Köpfe und kleiden sich in Gelb. Sie lassen ihre rechte Schulter unbedeckt (…) und gehen barfuß.“

Der komplette Titel des Reiseberichts lautet auf Deutsch „Bericht über die Sitten und Gebräuche der Menschen und die geographischen Merkmale Kambodschas“. Die ersten beiden Übersetzungen des Werks erfolgten ins Französische, 1819 durch Jean-Pierre Abel-Rémusat, 1902 durch Paul Pelliot. Pelliots hervorragende Version wurde vielfach in andere Sprachen übertragen; die erste eigenständige englische Übersetzung, von der Kritik als zukünftige „Standardversion“ bezeichnet, besorgte 2007 der Sinologe, Forscher, Hochschullehrer, NGO-Vertreter, Autor und BBC-Produzent Peter Harris.
Zhous Bericht zeichnet ein Bild Kambodschas zur Zeit des Königs Sindravarman (Regierungszeit 1295–1307), der dem Theravada-Buddhismus zuneigte, also lang nach dem großen König und Mahayana-Buddhisten Jayavarman VII. (1181–ca. 1220) und direkt nach dem bilderstürmenden Hindu Jayavarman VIII. (ca. 1243–1295), der zahlreiche Buddhadarstellungen zerstören ließ.
Das Buch, wie es auf uns gekommen ist, besteht aus einem Vorwort und vierzig Abschnitten; weitere Abschnitte sind vermutlich verloren gegangen, andere wurden korrumpiert, wieder andere an der falschen Stelle eingefügt.
Das Vorwort gibt unter anderem die Eckdaten der Reise: Zhou verließ Wenzhou „auf kaiserlichen Erlass“ umgerechnet am 24. März 1296, erreichte Champa am 18. April 1296 und Kambodscha (über den Mekong und den Tonlé Sap) im August. Ein knappes Jahr später, zwischen dem 21. Juni und dem 20. Juli 1297, verließ er Kambodscha wieder und erreichte Mingzhou, das heutige Ningbo (eine Hafenstadt nördlich von Wenzhou), am 30. August 1297.
Folgende Inhalte werden in den vierzig Abschnitten behandelt: (1) die Anlage der heute als Angkor Thom bekannten Stadt; (2) der königliche Palast sowie die Wohnhäuser von Arm und Reich; (3) die Kleidung; (4) die Beamten; (5) Vertreter dreier Doktrinen (Gelehrte, Buddhisten, Daoisten); (6) das Volk (Aussehen, die Frauen des Königs, die Palastdienerinnen, Homosexuelle); (7) die Geburt; (8) Initiation der Mädchen; (9) Sklaven; (10) die Landessprache; (11) „Wilde“; (12) die Schrift; (13) Feste im Jahreskreis und Astronomie; (14) das Schlichten von Streitigkeiten; (15) Lepra (nach Zhous Meinung weit verbreitet, weil die Menschen häufig „nach dem Liebesakt ins Wasser gehen und baden“) und andere Krankheiten; (16) der Tod; (17) Landwirtschaft und Stuhlentleerung; (18) die Landschaft; (19) Naturprodukte; (20) der Handel; (21) gesuchte chinesische Waren; (22) Flora; (23) die Vögel; (24) Wildtiere und Nutztiere; (25) Gemüsesorten; (26) Fische und Reptilien (z. B. „Krokodile, so groß wie Boote“); (27) fermentierte Getränke; (28) Salz und Gewürze; (29) die Seidenproduktion zugewanderter Siamesen; (30) Küchengeräte und Geschirr, Möbel und Moskitonetze; (31) Sänften, Wagen und Elefantensattel; (32) Bootsbau; (33) Präfekturen; (34) Dörfer; (35) vom Sammeln menschlicher Galle für den König von Champa; (36) von der Gefahr, bei Inzest miteinander zu verwachsen; (37) Badekultur; (38) Gründe für chinesische Matrosen, in Kambodscha zu bleiben; (39) die Armee (mangelhafte Ausrüstung und Führung); (40) der König.
Zhous Buch ist der einzige erhaltene Augenzeugenbericht über den Alltag im historischen Angkor-Reich. In jedem einzelnen Abschnitt zeigt sich die Offenheit, vielseitige Interessiertheit und Intelligenz des jungen Ausländers. Peter Harris: „Viele Einzelheiten über Angkor stellt er richtig dar (wenn auch einige wenige falsch). Und er überzeugt uns davon, dass er das meiste, was er uns erzählt, selbst gesehen hat.“

## Werke
- Chou Ta-kuan: Sitten in Kambodscha. Über das Leben in Angkor im 13. Jahrhundert. Angkor Verlag, Frankfurt am Main 2006, ISBN 3-936018-42-1.